# 加斯里鎮區 (阿肯色州懷特縣)
加斯里鎮區（英語：Guthrie Township）是位於美國阿肯色州懷特縣的一個行政鎮區。

## 地方資料
加斯里鎮區的面積為47.43平方千米，當中陸地面積為47.43平方千米，而水域面積為0.00平方千米。根據2010年美國人口普查的數據，當地共有人口1045人，而人口密度為每平方千米22.03人。